# فیلیپ شوخ
فیلیپ شوخ (انگلیسی: Philipp Schoch؛ زادهٔ ۱۲ اکتبر ۱۹۷۹) اسنوبردسوار اهل سوئیس بود.
او در مسابقات کشوری و بین‌المللی در مجموع برندهٔ ۲ مدال طلا، ۲ مدال نقره شده‌است.